# Kemper Werth

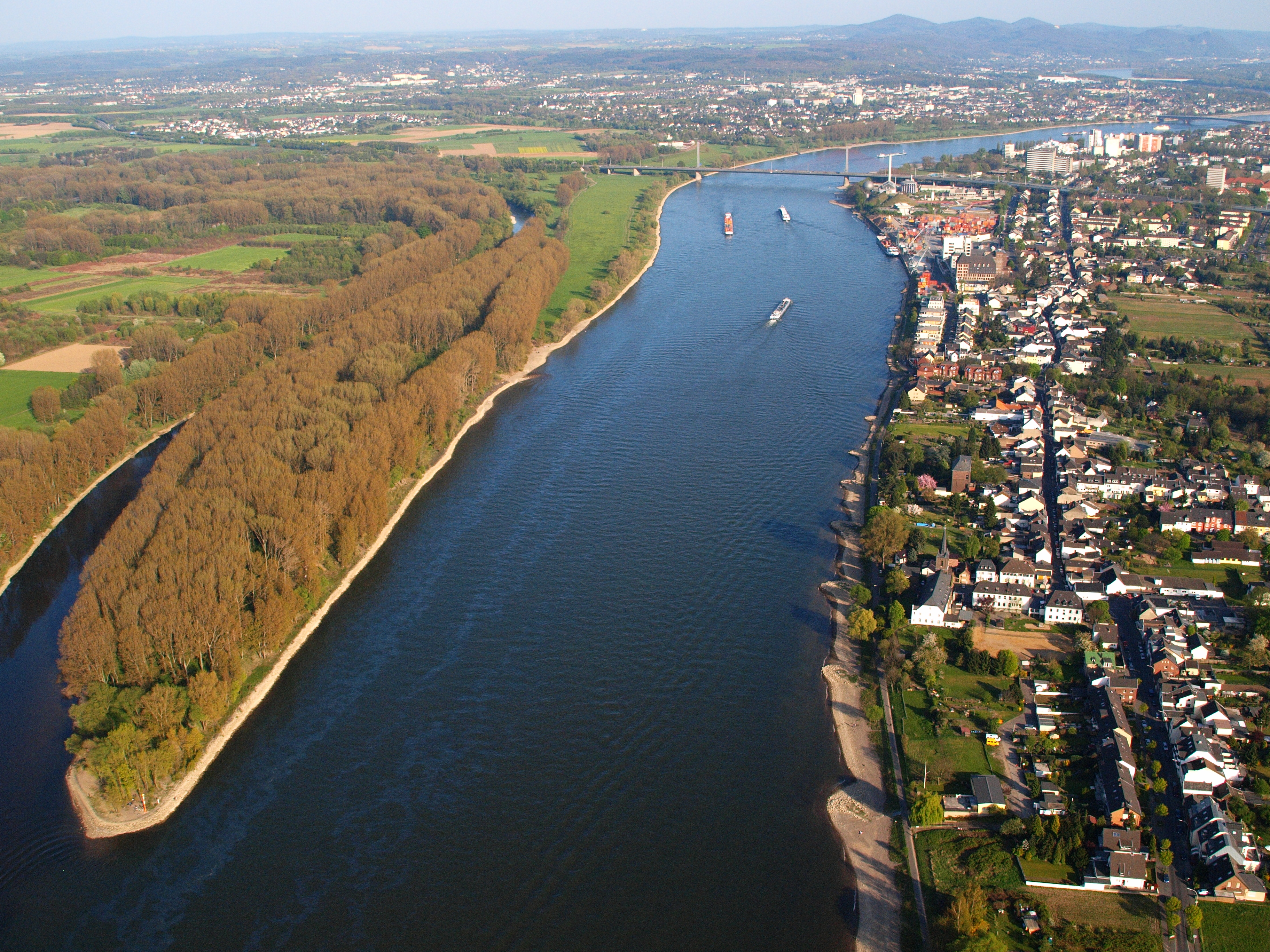
Siegmündung, Kemper Werth, Rhein

Das Kemper Werth (früher auch Pfaffenmütze oder Pfaffenmütz genannt) ist eine Landzunge zwischen dem Rhein und der Sieg am nordwestlichsten Ende von Schwarzrheindorf/Vilich-Rheindorf, dem nördlichsten Stadtteil von Bonn. Zwischen der Spitze der Landzunge und dem zum Rheinufer auslaufenden rechten Siegufer befindet sich die Siegmündung.

## Lage

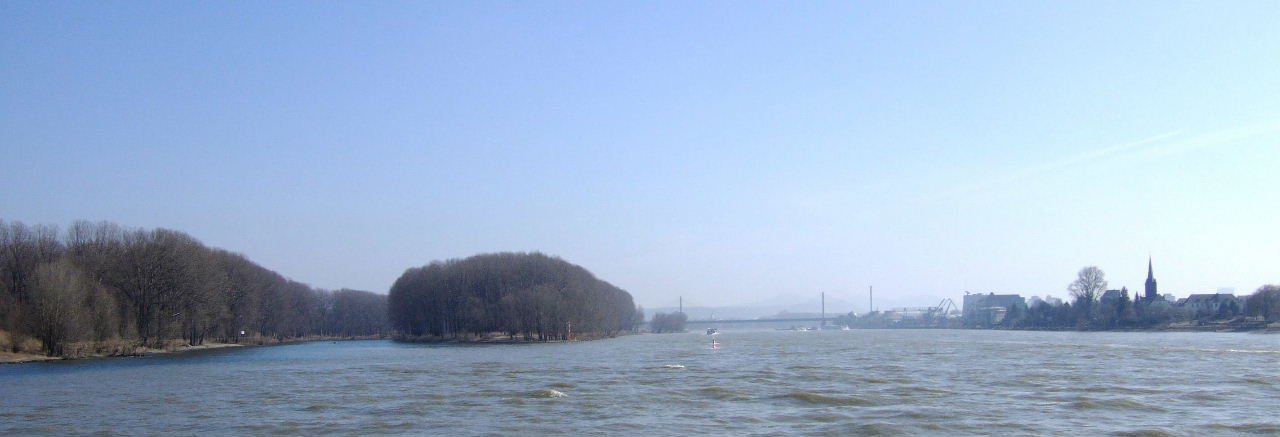
Siegmündung und nördliche Spitze des Kemper Werths

Das Kemper Werth war früher eine von mehreren Inseln im ehemaligen Siegdelta. Nachdem die Siegmündung im 18. Jahrhundert begradigt worden war und die Sieg nahezu im rechten Winkel auf den Rhein traf, führte dies zu starken Geröllablagerungen im Siegbett und im Rhein. Dies führte zu einer Verflachung des Bettes, wodurch die Sieg bei hohen Wasserständen aus ihrem Bett ausbrach. Noch heute sind die dabei entstandenen toten Mündungsarme unterhalb von Troisdorf-Bergheim sichtbar. Um die Strömung zu optimieren, sollte die Siegmündung wieder verlegt werden. Dazu wurde das Kemper Werth 1852 durch einen Damm mit dem Ufer verbunden, so dass die Sieg seither vor der Mündung nahezu parallel zum Rhein fließt. Durch Verlandung im Bereich des Damms entstand die heutige Halbinsel.

## Pfaffenmütz

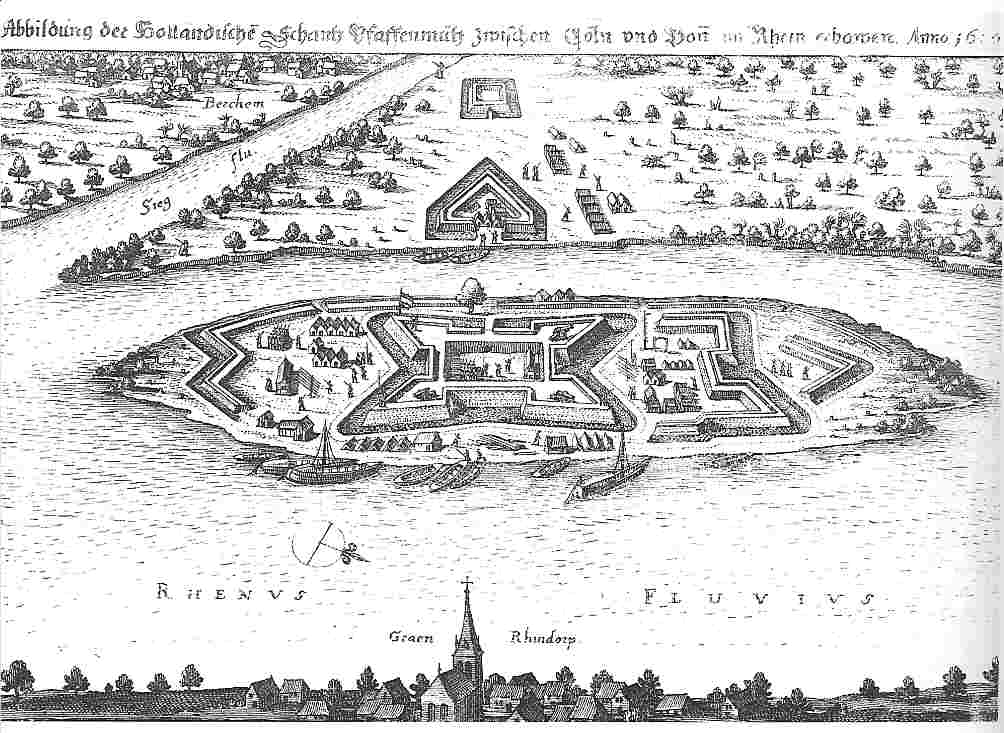
Merian: Theatrum Europaeum I – Schanze „Pfaffenmütz“, um 1621

Während des Dreißigjährigen Krieges drangen im Sommer 1620 holländische Truppen in die Vereinigten niederrheinischen Herzogtümer Jülich-Kleve-Berg vor, eroberten Jülich, Blankenberg und Windeck und bauten auf dem Kemper Werth, zur damaligen Zeit eine Doppelinsel im Rhein vor der Siegmündung, eine Festung. Damit sollten vormarschierende spanische und pfalzneuburgische Truppen aufgehalten werden. Die holländischen Truppen standen unter der Führung von Heinrich Ludwig Graf von Hatzfeldt. Da die Form der Insel an die Kopfbedeckung der katholischen Geistlichen erinnerte, wurde sie Pfaffenmütz genannt. Die annähernd 3.000 Soldaten der Festung forderten von den umliegenden Dörfern hohe Abgaben, brandschatzten und terrorisierten die Bevölkerung.
Im Juli des Jahres 1622 erreichten die spanischen Truppen unter der Führung von Heinrich von dem Bergh die untere Sieg und begannen mit der Belagerung der Festung von beiden Rheinufern. Im Westen von Bergheim wurde dazu am Terrassenrand eine Belagerungsschanze gebaut, von der aus man die Pfaffenmütz einsehen konnte und die darum den Namen „Kick-in-die-Mütz“ erhielt. Im Verlaufe des Herbstes 1622 wurde von den Belagerern das Siegmündungsgebiet von holländischen Truppen gesäubert, ein Ring von kleineren Schanzen angelegt – eine davon „Schnaufkatz“ genannt –‚ auch auf der linken Rheinseite bei Graurheindorf ein Bollwerk gebaut, die Schanze „Mund-zu“, und endlich mit Auslegerbooten der Rhein gesperrt. Bis zum Jahresende hielten die Holländer stand. Am 3. Januar 1623 gaben sie die Festung auf.
Die Festungsanlage wurde danach von den Spaniern besetzt und bis etwa 1629 gehalten. Die Spanier forderten ebenfalls hohe Abgaben von der umliegenden Bevölkerung. In dieser Zeit erhielt sie die Namen Stephansschanze, Fort Isabella oder Isabellen-Insel nach der niederländischen Infantin Isabella Clara Eugenia von Spanien.
Die Bezeichnung aus der Zeit der holländischen Belagerung ist auf der aus dem Jahre 1796 stammenden zehnblättrigen Rheinlaufkarte von Carl Friedrich von Wiebeking wieder vorhanden. Zwei Inseln auf der rechten Rheinseite zwischen dem linksrheinischen Graurheindorf und der Siegmündung werden dort als Pfaffenmütze bezeichnet. Heute ist von der früheren Festung nichts mehr zu sehen.